# Cratere Marsabit
Marsabit è un cratere sulla superficie di Marte.